# Alfred Gwynne Vanderbilt

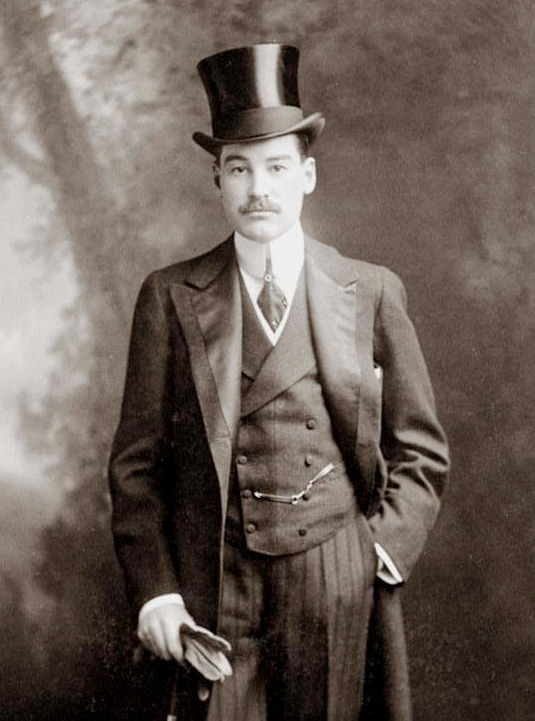
Alfred Vanderbilt (1877-1915)

Alfred Gwynne Vanderbilt I (New York, 20 oktober 1877 – schip Lusitania, 7 mei 1915) was lid van de steenrijke Amerikaanse familie van Nederlandse afkomst Vanderbilt. Hij was vooral bekend als sportman voor de vossenjacht en koetsier-wedstrijden.
Hij was de derde zoon van Cornelius Vanderbilt II (1843–1899) and Alice Claypoole Gwynne (1845–1934) en studeerde aan de Yale-universiteit. Toen zijn oudste broer William Henry Vanderbilt II voortijdig op 22 -jarige leeftijd was overleden en de daarop volgende broer Cornelius Vanderbilt III door zijn vader was onterfd, ontving hij het grootste deel van diens erfenis toen die in 1899 overleed. In de vele geërfde holdings zaten spoorwegbelangen als de New York Central Railroad, Beech Creek Railroad, Lake Shore and Michigan Southern Railway, Michigan Central Railroad en de Pittsburgh and Lake Erie Railroad alsmede de Pullman Company.    
Op 11 januari 1901 trouwde Alfred Vanderbilt met Ellen French in Newport op Rhode Island. Uit dit huwelijk werd één kind geboren namelijk William Henry Vanderbilt III (1901 – 1981). Het huwelijk was niet goed en eindigde door overspel in een echtscheiding in 1908. Hij was vaak in Engeland en opende in 1908 als hobby een zomerdienst met de postkoets tussen Londen en Brighton, die hijzelf mende. Hij hertrouwde te Londen op 17 december 1911 met Margaret Emerson (1884 – 1960). Uit dit huwelijk werden twee zonen geboren, namelijk Alfred Gwynne Vanderbilt II (1912 – 1999) en George Washington Vanderbilt III (1914 – 1961). Via hem loopt de mannelijke stamlijn als enige van de kinderen van de stamvader Cornelius Vanderbilt nog door.
Hij kwam om bij de Duitse torpedering van het schip de Lusitania, toen hij op reis was om aan het Rode Kruis enige ambulance-auto's aan te bieden en er ook zelf een te gaan rijden. Volgens een aantal getuigen hielp hij met het in de reddingsboten brengen van de passagiers en stond hij zijn reddingsvest af aan een vrouw met kind. Andere reddingsvesten waren er niet meer en de zwemkunst was hij niet machtig, zodat hij met het schip ten onder ging. 